# Дугушев, Ахмед Адамович
Ахмед Адамович Дугушев (род. Чечня) — российский дзюдоист, победитель и призёр чемпионатов СКФО, серебряный призёр чемпионата Вооружённых сил России 2022 года, бронзовый призёр розыгрыша Кубка России 2022 года. 30 июля 2020 года ему было присвоено звание мастер спорта России. Чеченец. Выступает в лёгкой весовой категории (до 73 кг).

## Спортивные соревнования
- Кубок России по дзюдо 2022 — .